# Mercedes-Benz W203
Mercedes-Benz W203 — второе поколение среднеразмерных автомобилей C-класса немецкого автопроизводителя Mercedes-Benz. Пришло на смену модели W202 в 2000 году. Первоначально автомобиль выпускался в кузовах седан и спорткупе, в 2001 году к ним добавилась версия универсал (S203). В 2004 году модель претерпела рестайлинг, в ходе которого получила обновление внешнего вида, интерьера (новые приборная панель, центральная консоль и оборудование) и двигателей.
Mercedes-Benz W203 производился до декабря 2006 года, когда на смену ему пришла модель W204. Всего за время выпуска было продано более двух миллионов автомобилей. В 2008 году на базе второго поколения C-класса был создан отдельный CLC-класс.

## История

### 2000—2004
Работа над дизайном новой модели C-класса началась ещё в середине 1994 года, а окончательный его вариант был утверждён на исполнительном совете в декабре 1995 года. Заявки на патентование дизайна были поданы 20 апреля 1998 года и 4 марта 1999 года. Первые испытания прошли в 1997 году и окончились в 2000-м. В марте 2000 года состоялось презентация второго поколения C-класса. Большинство двигателей были позаимствованы у W202 модели, за исключением эксклюзивного варианта C320, который предлагал 160 кВт (218 лошадиных сил). Дизельные двигатели получили новую систему Common Rail и турбокомпрессоры с изменяемой геометрией. Шестиступенчатая механическая коробка передач стала стандартом для всего диапазона вариаций, за исключением C320.
Внешне автомобиль был похож на S-класс W220, с таким же округлённым кузовом, а внутри более просторным салоном ввиду более эффективной компоновки. Как и его предшественник, автомобиль имел несколько линий исполнения — стандартную Classic и более роскошные Elegance и Avantgarde. Автомобиль славился своей экономичностью, заметную часть долю выпущенных машин составляли модели с дизельными моторами.
В октябре 2000 года появилась версия купе под названием C-Class Sportcoupé, которому было дано обозначение CL203. В 2001 году свет увидел универсал S203, а также расширилась линейка дизельных двигателей благодаря C270 CDI, выдававшим мощность в 125 кВт (170 л.с.). Спортивная модель от AMG изначально предлагалась с бензиновым наддувным двигателем V6 и называлась С32. В 2002 году была представлена первая дизельная модель от AMG — C30 CDI (I5), которая уже в 2005 году была снята с производства.

### 2004—2007
В начале 2004 года был проведён рестайлинг. В Северной Америке обновлённая версия появилась для 2005 модельного года. Стиль интерьера был изменён во всех трёх кузовах. Были модифицированы приборная панель, центральная консоль и аудиосистема автомобиля. Кроме того, появилась полная поддержка iPod и было улучшено взаимодействие с телефоном по Bluetooth. Предлагавшаяся для североамериканского рынка версия C230 получила в базовой комплектации спорт-пакет, состоящий из стилизованного под AMG бампера, боковых юбок и заднего спойлера. Модель С32 AMG была заменёна на более мощную С55 с двигателем V8
Как и с C-Class Estate, производство Sportcoupé было прекращено в Канаде и Соединенных Штатах Америки после 2005 года, на других рынках купе оставалось в продаже вплоть до 2008 года.
Позже в 2004 году были представлены новые двигатели: M272 и OM642, оба V6. В Северной Америке они появились в 2006 году. Модели C 240 и C 320 были заменены на C 230, C 280 и C 350. Шестицилиндровые двигатели нового поколения стали заметно мощнее по сравнению со старыми версиями (на целых 24%), при меньшем расходе топлива и уменьшении выбросов CO2. Для варианта с дизельным мотором была создана новая модель с 3-литровым двигателем V6. Установленный на C 320 CDI, новый двигатель выделял гораздо меньше CO2 в атмосферу и потреблял значительно меньше топлива по сравнению с C 270, обладая при этом мощностью 165 кВт (224 л.с.) и 510 Н·м крутящего момента. У модели C 220 CDI мощность выросла с 105 до 110 кВт (со 143 до 150 л.с. соответственно). Кроме того, все двигатели оснащались новой семиступенчатой автоматической коробкой передач 7G-Tronic.
По статистике ADAC на 2006 год, модель W203 являлась наиболее надёжным автомобилем среднего класса. Последний седан W203 был выпущен 14 декабря 2006 года на заводе в Зиндельфингене
С марта 2000 года по 20 сентября 2006 года было продано более двух миллионов автомобилей C-класса (включая седан, универсал и спорткупе). Более 30 % от общего объёма продаж было продано в Германии, и более 20 % в Соединенных Штатах.
Лифтбек в 2008 году получил серьёзное обновление и был выделен в отдельный CLC-класс.

## Описание

### Экстерьер
Внешний вид W203 был позаимствован у модели Mercedes-Benz W220 S-класса. Он сочетает в себе новые плавные линии, динамичность и спортивность. Дизайн модели мягче и одновременно более агрессивен по сравнению с W202. Передняя оптика как и у W210 круглая, однако спаренные фары больше напоминают таковые у W220.
Форма и конструкция кузова разрабатывались с целью получить лучший коэффициент аэродинамического сопротивления, который в итоге составил 0.26. В структуру передней части кузова включены съёмные и легко сминаемые модули, позволяющие быстро и без больших затрат заменить их после аварии. При столкновении до скорости в 15 км/ч передний модуль гасит энергию удара, оставляя лонжероны кузова неповрежденными. Для снижения уровня вибраций, передаваемых от передних колёс и двигателя на кузов, применён алюминиевый подрамник, на котором монтируют подвеску и силовой агрегат.

### Интерьер

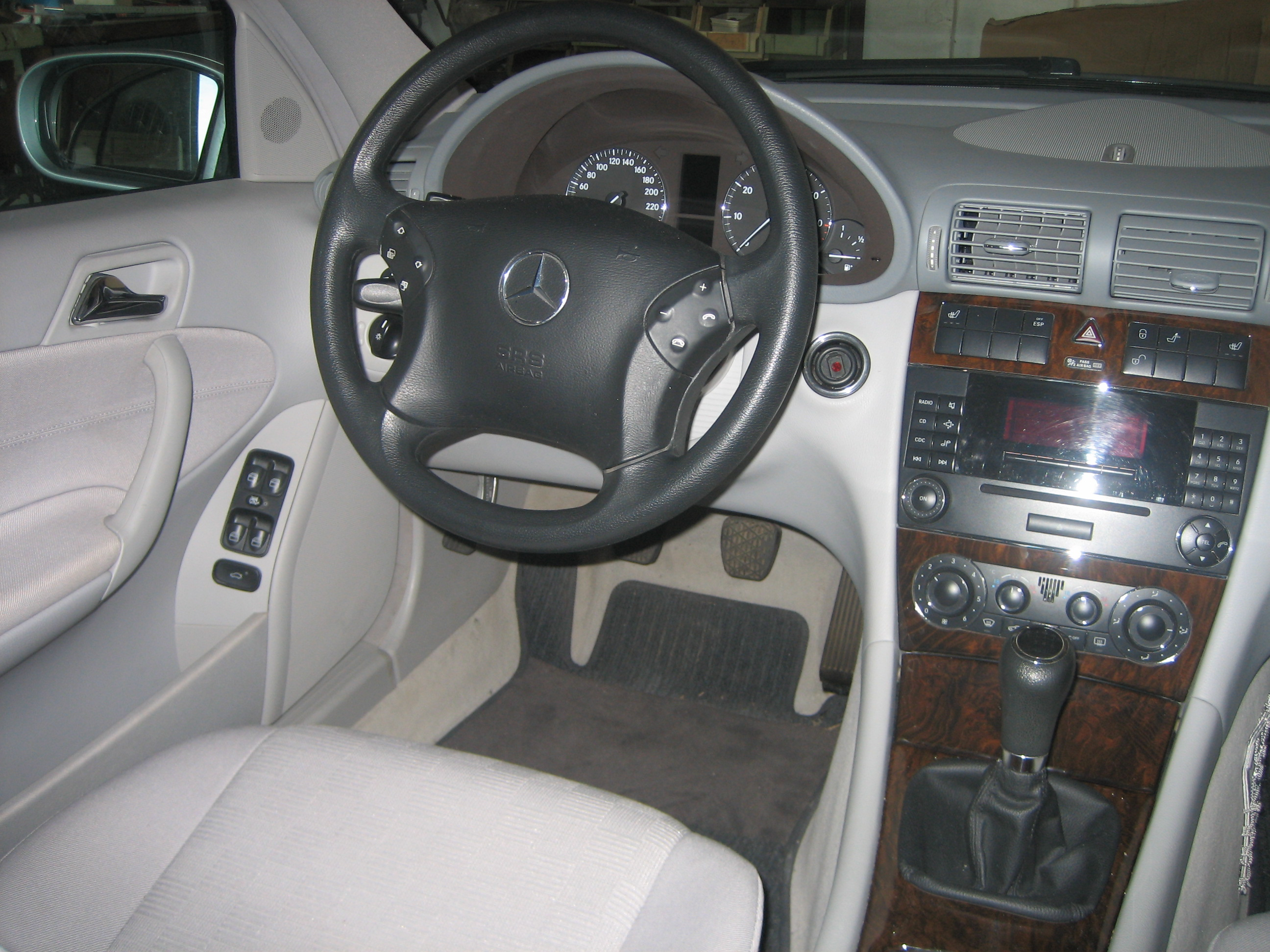
Интерьер W203 после рестайлинга

Интерьер W203 характеризуется мягкими и округлыми формами, контрастирующими с традиционным использованием строгих линий. Это прежде всего заметно на новом многофункциональном рулевом колесе, положение которого водитель может настроить по своему усмотрению, и приборной панели. Эргономика и пространство салона были увеличены по сравнению с предшественником благодаря прибавке в длине кузова автомобиля, однако один из ключевых параметров — расстояние между точками сопряжения подушки и спинки передних и задних сидений — остался неизменным: 785 мм.
В стандартную комплектацию W203 входят центральный дисплей, бортовая система диагностики (для бензиновых моторов), автономный отопитель (для дизельных моторов), автоматическое включение ближнего света фар и другое. В заказное оборудование входят навигационная система с отображением текущей дорожной ситуации, автоматические климатические установки Thematic и Thetmotronic с фильтром из активированного угля, аудиосистема COMAND, включающую магнитолу, радио и CD-проигрыватель; голосовая система управления магнитолой и телефоном Linguatronic, TV, сдвижной люк с функцией запоминания положения, система Tele-Aid, при аварии автоматически посылающая сигнал SOS на ближайшую станцию спасательной службы, и система TeleDiagnose, передающая все данные, важные для устранения поломки, в центр клиентской поддержки Mercedes-Benz.

### Шасси
В отличие от предшественника, у которого передняя подвеска двухрычажная, новая модели C-класса получила стойки McPherson. Задняя подвеска осталась многорычажной. Появились более «острый» реечный рулевой механизм и дисковые вентилируемые тормоза увеличенного размера. W203 мог быть не только задне-, но и полноприводным. За распределение тяги по осям отвечала фирменная система 4MATIC. Такая опция была доступна на модификациях C240 и C320.
В стандартном исполнении на все автомобили (кроме C320) устанавливалась механическая 6-ступенчатая коробка передач. По желанию клиента транспортное средство могла оснащаться 5-ступенчатой автоматической коробкой передач 5G-Tronic. С 2004 года (после рестайлинга) стала доступна 7-ступенчатая автоматическая коробка передач 7G-Tronic.
Стандартом для любой комплектации автомобиля являются системы ABS и ESP.

### Безопасность
В базовую комплектацию автомобиля вошло более двадцати технических новшеств, ранее применявшихся только на моделях высшего класса. В салоне установлены две передние (адаптивные — двухступенчатого срабатывания) и две боковые подушки безопасности, а также две боковые «занавески» безопасности для передних пассажиров. Можно заказать и две боковые подушки для задних пассажиров. После модернизации 2004 года в минимальное оснащение W203 вошло уже четыре подушки.
По итогам краш-тестов Euro NCAP второе поколение С-класса выступило намного лучше, чем первое. Инженеры Mercedes-Benz хорошо поработали над активной и пассивной безопасностью, в результате чего автомобиль в 2001 году получил четыре «звезды» из пяти возможных. В 2002 году модель заново прошла испытания и получила уже 5 звёзд.
Результаты тестов Euro NCAP:
| Euro NCAP                                                        | Euro NCAP | Euro NCAP | Euro NCAP |
| ---------------------------------------------------------------- | --------- | --------- | --------- |
| Рейтинги                                                         | Пассажир  |           | 33        |
| Рейтинги                                                         | Пешеход   |           | 0         |
| Протестированная модель: Mercedes-Benz C-Class W203, C180 (2002) |           |           |           |

## Модельный ряд

### Бензиновые двигатели
| Модификация     | Модель  | Модель двигателя      | Объём двигателя см3 | Мощность, л.с./об.мин | Крутящий момент, Н·м, об/мин | Максимальная скорость, км/ч | Разгон 0-100 км/ч, сек | Ср. потребление топлива на 100 км | Годы выпуска |
| --------------- | ------- | --------------------- | ------------------- | --------------------- | ---------------------------- | --------------------------- | ---------------------- | --------------------------------- | ------------ |
| C180            | 203.035 | M111E20EVO (111.951)  | 1998                | 129/5300              | 190/4000                     | 210                         | 11                     | 9.4                               | 2000—2002    |
| C180 Kompressor | 203.046 | M271E18ML (271.946)   | 1796                | 143/5200              | 220/ 2500                    | 223                         | 9.7                    | 8.4                               | 2002—2007    |
| C200 Kompressor | 203.045 | M111E20ML (111.955)   | 1998                | 163/5300              | 230/ 2500—4800               | 230                         | 9.3                    | 9.7                               | 2000—2002    |
| C200 Kompressor | 203.042 | M271E18ML (271.940)   | 1796                | 163/5500              | 240/ 3000—4000               | 234                         | 9.1                    | 8.7                               | 2002—2007    |
| C200 CGI        | 203.043 | M271DE18ML (271.942)  | 1796                | 170/5300              | 250/3500                     | 235                         | 9                      | —                                 | 2003—2005    |
| C230 Kompressor | 203.040 | M271E18ML/1 (271.948) | 1796                | 192/5800              | 260/3500                     | 240                         | 8.1                    | 9                                 | 2004—2005    |
| C230 V6         | 203.052 | M272E25 (272.920)     | 2496                | 204/6100              | 245/ 2900—5500               | 245                         | 8.4                    | 9.3                               | 2005—2007    |
| C240 V6         | 203.061 | M112E26 (112.912)     | 2597                | 170/5500              | 240/4500                     | 235                         | 9.2                    | 10.8                              | 2000—2005    |
| C240 V6 4Matic  | 203.081 | M112E36 (112.916)     | 2597                | 170/5500              | 240/4500                     | 232                         | 10                     | 11.3                              | 2004—2005    |
| C280 V6         | 203.054 | M272E30 (272.940)     | 2996                | 231/6000              | 300/ 2500—5000               | 250                         | 7.3                    | 9.3                               | 2005—2007    |
| C280 V6 4Matic  | 203.092 | M272E30 (272.941)     | 2996                | 231/6000              | 300/ 2500—5000               | 247                         | 7.6                    | 9.8                               | 2005—2007    |
| C320 V6         | 203.064 | M112E32 (112.946)     | 3199                | 218/5700              | 310/ 3000—4600               | 245                         | 7.8                    | 10.5                              | 2000—2004    |
| C320 V6         | 203.064 | M112E32 (112.946)     | 3199                | 218/5700              | 310/ 3000—4600               | 248                         | 7.7                    | 10.9                              | 2004—2005    |
| C320 V6 4Matic  | 203.084 | M112E32 (112.953)     | 3199                | 218/5700              | 310/ 3000—4600               | 245                         | 8                      | 11.4                              | 2004—2005    |
| C350 V6         | 203.056 | M272E35 (272.960)     | 3498                | 272/6000              | 350/ 2400—5500               | 250                         | 6.4                    | 9.5                               | 2005—2007    |
| C350 V6 4Matic  | 203.087 | M272E35 (272.970)     | 3498                | 272/6000              | 350/ 2400—5500               | 250                         | 6.9                    | 10.3                              | 2005—2007    |
| C32 AMG         | 203.065 | M112E32ML (112.961)   | 2597-3199           | 354/6100              | 450/4400                     | 250                         | 5.2                    | 11.3                              | 2001—2006    |
| C55 AMG         | 203.076 | M113E55 (113.988)     | 5439                | 367/5750              | 510/4000                     | 250                         | 4.7                    | 11.9                              | 2004—2007    |

### Дизельные двигатели
| Модификация | Модель  | Модель двигателя                | Объём двигателя см3 | Мощность, л.с./об.мин | Крутящий момент, Н·м, об/мин | Максимальная скорость, км/ч | Разгон 0-100 км/ч, сек | Ср. потребление топлива на 100 км | Годы выпуска |
| ----------- | ------- | ------------------------------- | ------------------- | --------------------- | ---------------------------- | --------------------------- | ---------------------- | --------------------------------- | ------------ |
| C200 CDI    | 203.007 | OM646DE22LA red. (646.962)      | 2148                | 102/4200              | 235/ 1500—2600               | 180                         | 14.1                   | -                                 | 2003—2005    |
| C200 CDI    | 203.004 | OM611DE22LA red. (611.962 red.) | 2148                | 115/4200              | 250/ 1400—2500               | 203                         | 12.1                   | 6.1                               | 2000—2003    |
| C200 CDI    | 203.004 | OM646DE22LA (611.960)           | 2148                | 122/4200              | 270/ 1600—2800               | 208                         | 11.7                   | 6.3                               | 2003—2007    |
| C220 CDI    | 203.006 | OM611DE22LA (611.962)           | 2148                | 143/4200              | 315/ 1800—2600               | 220                         | 10.3                   | 6.3                               | 2000—2003    |
| C220 CDI    | 203.006 | OM611DE22LA (611.962)           | 2148                | 143/4200              | 340/2000                     | 220                         | 10.3                   | 5.9                               | 2003—2004    |
| C220 CDI    | 203.008 | OM646DE22LA (646.963)           | 2148                | 150/4200              | 340/2000                     | 224                         | 10.1                   | 6.4                               | 2004—2007    |
| C270 CDI    | 203.016 | OM612DE27LA (612.962)           | 2685                | 170/4200              | 400/ 1800—2600               | 230                         | 8.9                    | 6.8                               | 2000—2005    |
| C320 CDI    | 203.020 | OM642DE30LA (642.910)           | 2987                | 224/3800              | 415/ 1400—3800               | 246                         | 8.1                    | 6.9                               | 2004—2007    |
| C30 CDI AMG | 203.018 | OM612DE30LA (612.990)           | 2950                | 231/3800              | 540/ 2000—2005               | 250                         | 6.8                    | 7.6                               | 2003—2005    |

## Варианты исполнения

### Classic
В серийное оснащение линии Classic входят: 
- рулевая колонка с регулировкой по высоте и углу наклона;
- многофункциональный руль;
- подлокотник с отделением для мелких вещей;
- наружные зеркала с обогревом и электрорегулировкой;
- электростеклоподъемники, дистанционное управление замком багажника;
- подголовники на заднем сиденье;
- система натяжения и ограничения усилия натяжения ремней безопасности на передних и крайних задних сиденьях;
- оконная подушка безопасности Window-Bag;
- автоматическая система отопления и вентиляции с режимом рециркуляции;
- автоматическая климатическая установка;
- датчик внешней температуры;
- двухступенчатые фронтальные подушки безопасности;
- инерционные ремни безопасности на заднем сиденье;
- система автоматического распознавания присутствия детского сиденья;
- система распознавания присутствия пассажира на переднем сиденье;
- тахометр;
- система автоматического включения ближнего света;
- противотуманные фары;
- противопыльный фильтр;
- система запирания ELCODE;
- шестиступенчатая механическая коробка передач;
- боковые указатели поворота в наружных зеркалах;
- усилитель рулевого управления;
- боковые подушки безопасности в передних дверях;
- электрорегулировка высоты подушки и положения спинки сидения;
- тканевая обивка «York»;
- включение стеклоочистителей одним прикосновением;
- ABS, ESP;
- бортовой компьютер;
- центральный замок с датчиком столкновения.

|  |  |  |  |

### Elegance
Дополнительное серийное оснащение линии Elegance включает: 
- подлокотник на центральной консоли, регулируемый по высоте, с отделением для вещей;
- подсветка в передних дверях для удобства входа / выхода;
- отделка крыши и окон из анодированного алюминия;
- отделка благородным деревом Laurel;
- решётка радиатора глянцево-серого цвета с хромированными ламелями;
- руль с отделкой кожей;
- легкосплавные колесные диски 6 J х 15, дизайн с семью отверстиями;
- рычаг коробки передач с отделкой кожей под цвет внутренней обивки;
- боковые молдинги с отделкой хромом;
- ремни безопасности цвета внутренней обивки;
- солнцезащитные козырьки с зеркалами с подсветкой;
- тканевая обивка Cambridge;
- бампера с хромированными накладками;
- дверные ручки, окрашенные в цвет кузова, с хромированными накладками.

|  |  |  |  |

### Avantgarde
Дополнительное серийное оснащение линии Avantgarde включает:
- подлокотник на центральной консоли, регулируемый по высоте, с отделением для вещей;
- подсветка в передних дверях для удобства входа / выхода;
- широкопрофильные шины 205/55 R 16;
- отделка крыши и окон из анодированного алюминия;
- отделка салона из алюминия;
- решётка радиатора глянцево-чёрного цвета с хромированными ламелями;
- легкосплавные колесные диски 7 J x 16, дизайн с пятью отверстиями;
- руль с отделкой кожей;
- рычаг коробки передач с отделкой кожей цвета внутренней обивки;
- накладки на пороги особой формы;
- боковые молдинги с отделкой хромом;
- ремни безопасности цвета внутренней обивки;
- солнцезащитные козырьки с подсветкой зеркалам;
- тканевая обивка Derby;
- бампера особой формы с хромированными накладками;
- голубое теплопоглощающее остекление;
- дверные ручки, окрашенные в цвет кузова.

|  |  |

## AMG модели

### C32

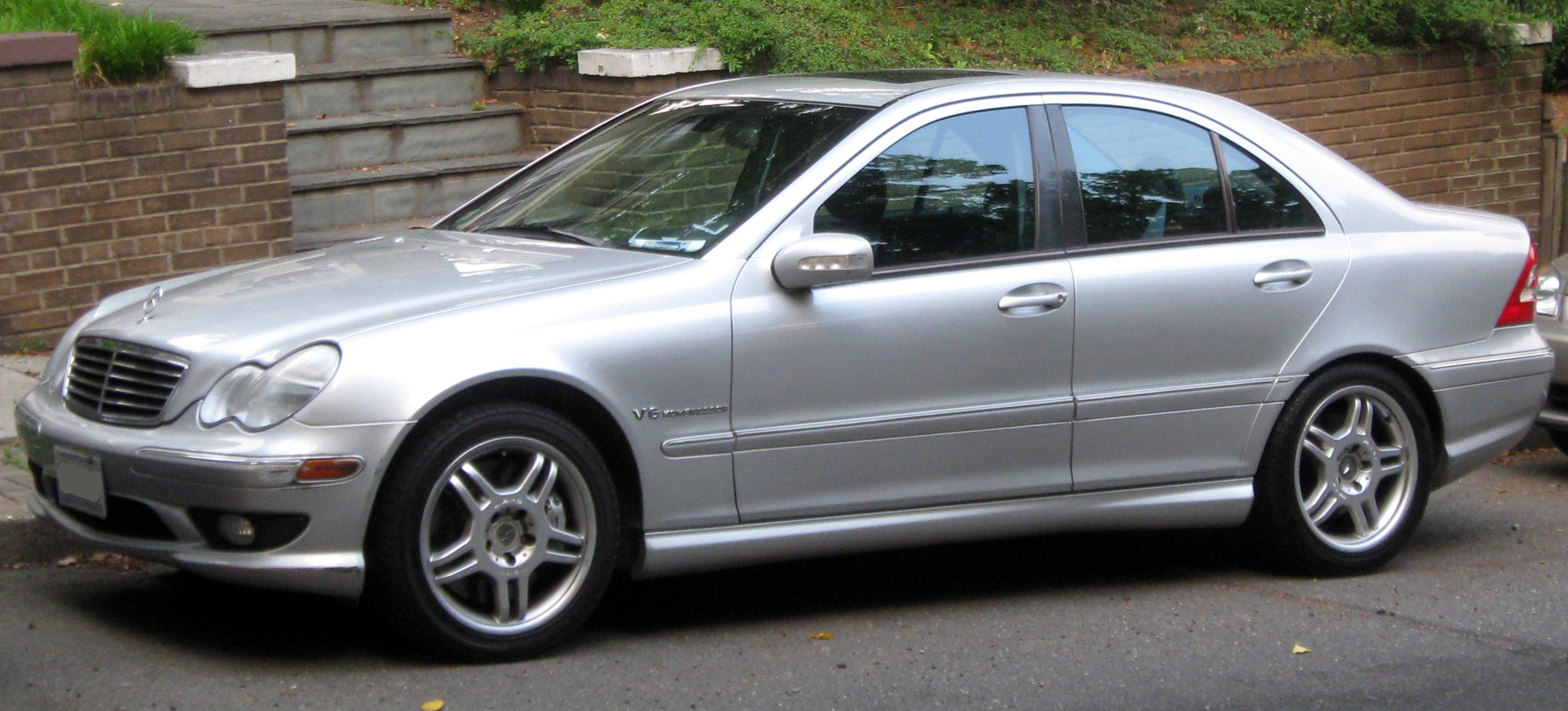
Mercedes-Benz C32 AMG (США)

После создания AMG моделей для предыдущий поколений автомобилей, компания Mercedes-Benz пыталась увеличить продажи в среде богатых покупателей и профессиональных автолюбителей путём внедрения двух AMG-версий W203 в 2001 году. Модель С32 AMG поставлялись с 3,2-литровым двигателем V6 с целью сместить на рынке BMW E46 M3, для чего было улучшено распределение веса, потребовавшее установки двухвинтового нагнетателя (производства IHI). В итоге новая версия получила мощность в 260 кВт (354 л.с.) и крутящий момент 450 Н·м. Как и его предшественники, C32 AMG оснащался пятиступенчатой автоматической коробкой передач. Разгон с 0 до 100 км/ч выполнялся за 5,2 секунды.
Вариант с кузовом купе производился только по запросу. Автомобиль выпускался только в 2003 году, и точное число произведённых копий неизвестно.
Для ряда рынков предлагался только вариант с кузовом седан.

### C30 CDI

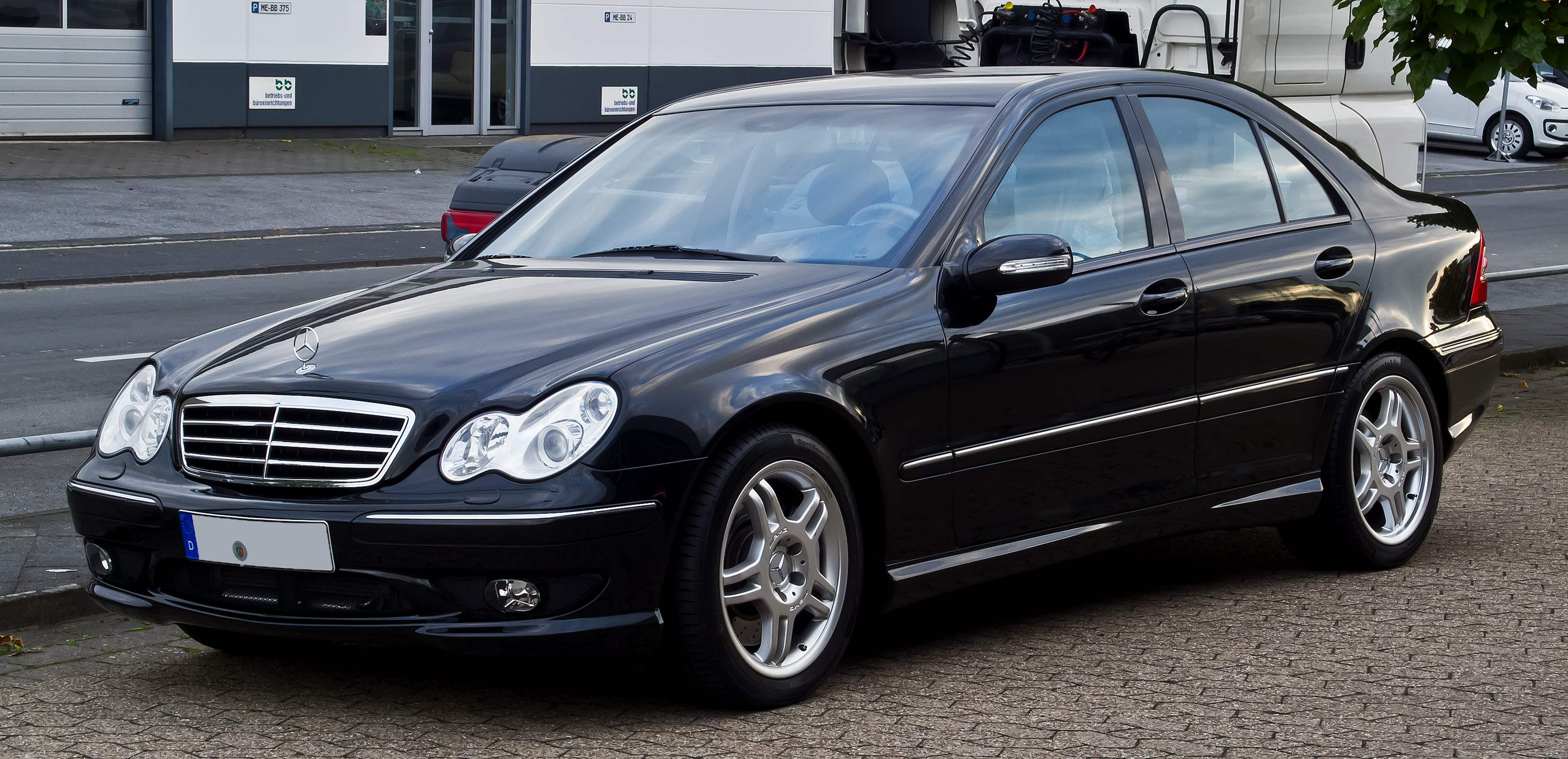
Mercedes-Benz C30 CDI AMG (W203)

Версия С30 CDI AMG поставлялась с 3,0-литровым (2950 куб. см) пятицилиндровым дизельным двигателем, генерирующим мощность в 170 кВт (231 л.с.) при 3800 оборотах в минуту и 540 Н·м крутящего момента от 2000-2500 об/мин. Силовой агрегат дополнялся турбокомпрессором и интеркулером. В качестве трансмиссии устанавливалась 5-ступенчатая автоматическая коробка переключения передач. Как и C32, дизельный вариант был доступен во всех трёх кузовах.
Под капотом C30 CDI устанавливался модернизированный двигатель OM612, 2,7-литровая версия которого использовалась в моделях C-, E-, и ML-классов, а также в первом поколение микроавтобусов Sprinter. От 0 до 100 км/ч автомобиль разгонялся за 6,8 секунд. Максимальная скорость седана составляла 250 км/ч, универсала Т-Modell — 245. Заявленный комбинированный расход топлива для купе и седана равнялся 7,6 л / 100 км, для универсала — 7,9 л / 100 км.
Экстерьер автомобиль перенял у C32 AMG вместе со спортивной подвеской и тормозами, 17-дюймовыми легкосплавными дисками, суппортами и хромированной спортивной выхлопной системой. Данная модель является единственным продуктом подразделения Mercedes-AMG, оснащённым дизельным двигателем. Данная модель не оправдала ожиданий по объёмам продаж, и её производство было остановлено в 2004 году.

### C55

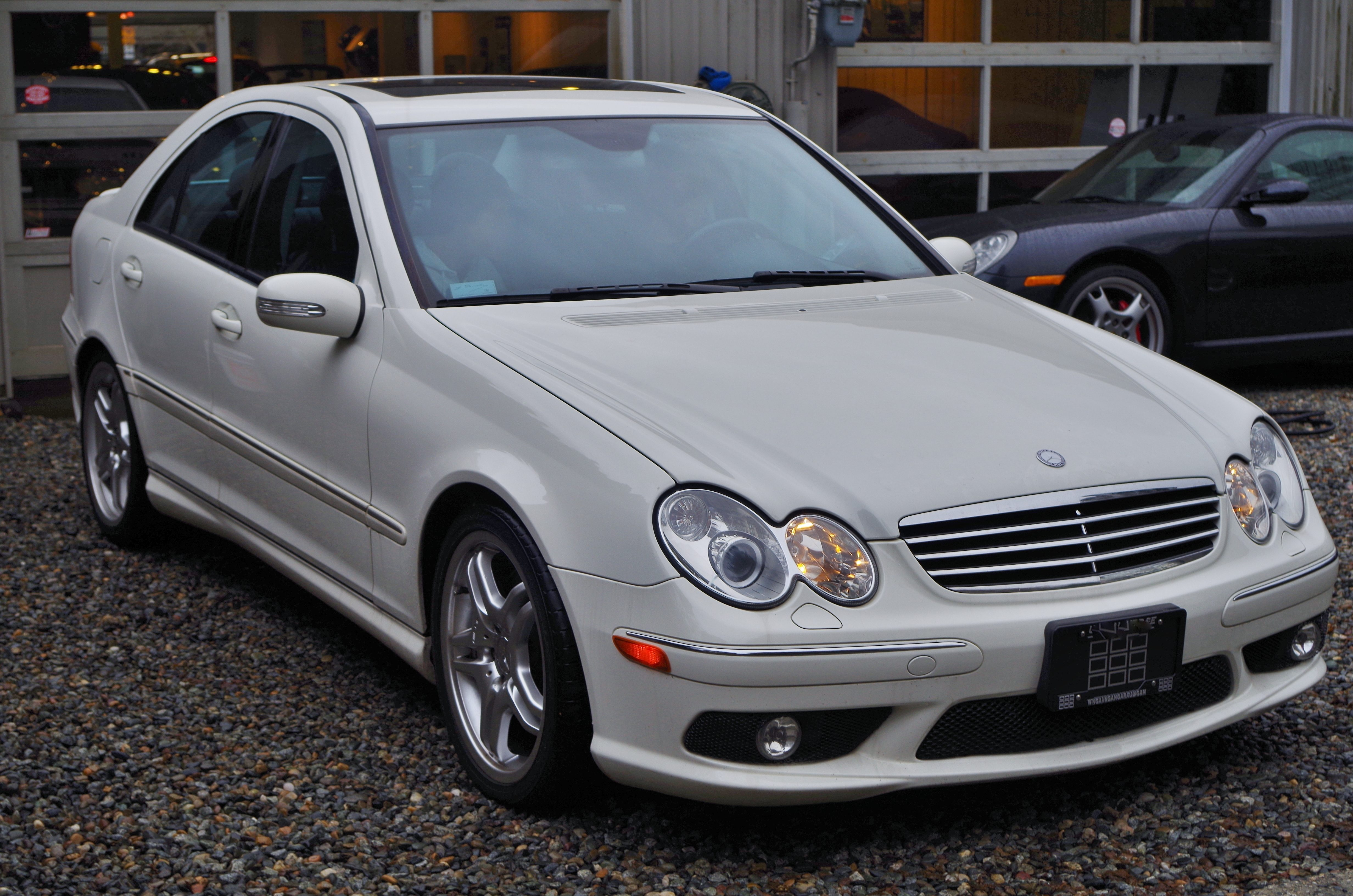
Mercedes-Benz C55 AMG (Канада)

Одновременно с рестайлингом всего модельного ряда C-класса в 2005 году модель C32 AMG была заменена на C55 AMG, получившую новый 5,4-литровый атмосферный двигатель V8. Этот мотор является развитием двигателя, который использовался в E-классе. Его параметры были улучшены до 270 кВт (367 л. с.) и 510 Н·м. Ограничение максимальной скорости по-прежнему осталось на отметке в 250 км/ч (155 миль в час), однако время разгона от 0 до 100 км/ч сократилось до 4,7 секунд. В отличие от менее мощных двигателей V6, использовавшихся в других моделях марки, мотор для C55 AMG сочетался с пятиступенчатой автоматической коробкой передач AMG Speedshift. Передняя часть кузова была позаимствована у CLK55 AMG, для того чтобы разместить восьмицилиндровый двигатель. Время прохождения круга на трассе Нюрбургринг для C55 AMG составило 8 минут 22 секунды по сравнению с 8:37 для C32 AMG, что в основном связано с изменением подвески и увеличением крутящего момента.
Большинство C55 AMG продавались в кузове седан, однако на европейском рынке предлагался и универсал.

## Тюнинг

### Brabus C V8

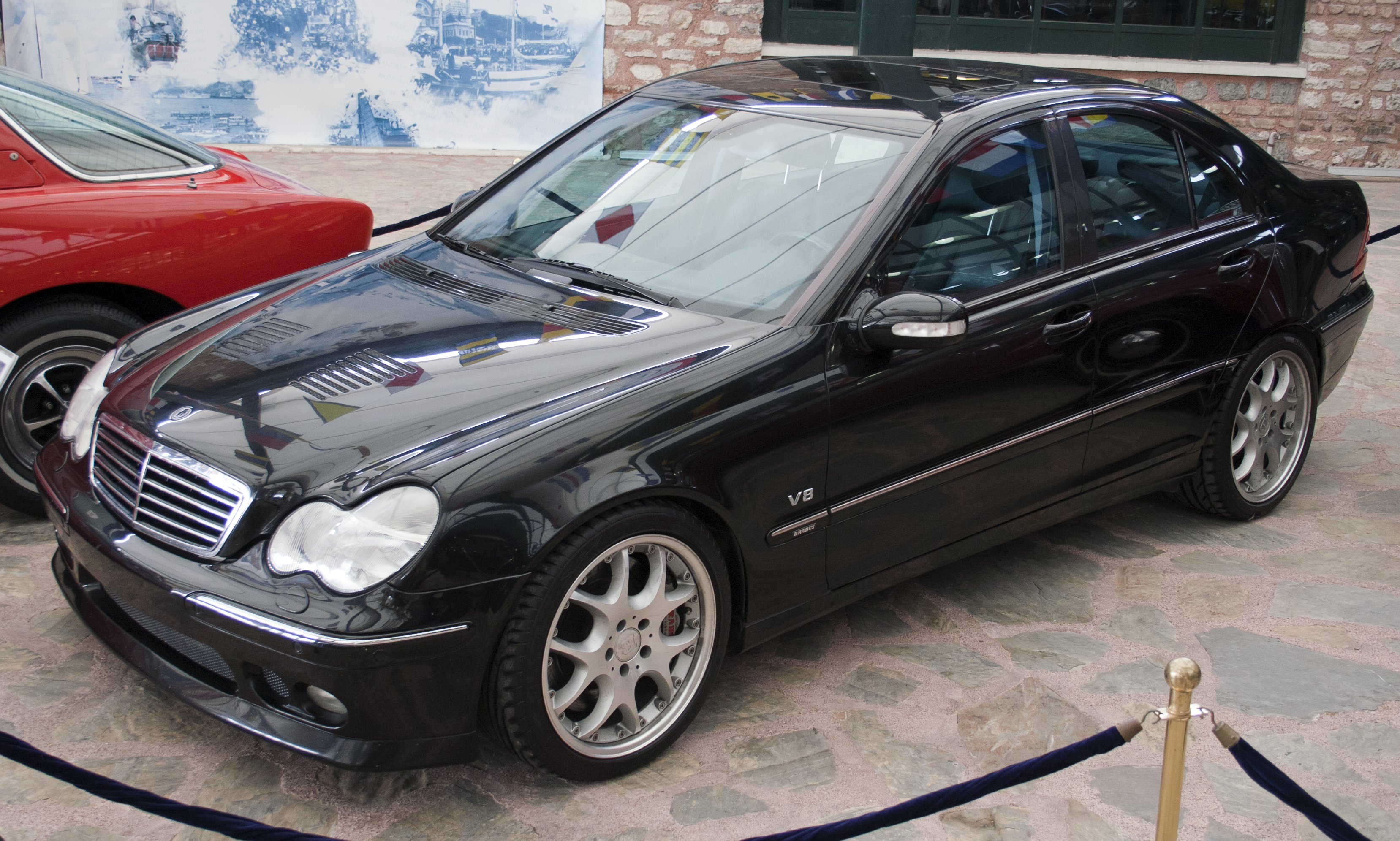
Brabus C V8

В 2000 году на автосалоне в Париже немецкое тюнинг-ателье Brabus представило собственную модификацию автомобиля Mercedes-Benz W203 — Brabus C V8, которое поступило в продажу с 2001 года.
Под реечным капотом установили 5.8-литровый V8 двигатель (такой же, как и на Brabus S5.8) мощностью 400 лошадиных сил (294 кВт) при 5750 оборотов в минуту. Увеличение рабочего объёма стало возможным благодаря установке собственного блока цилиндров, коленчатого вала с длинным ходом и больших поршней. Кроме того, специально для C V8 была разработана высокопроизводительная выхлопная система из нержавеющей стали с металлическими катализаторами. Для повышения производительности электронный блок двигателя был перепрограммирован. Крутящий момент достигал 580 Н·м при 3000 об/мин. В результате разгон с 0 до 100 км/ч составлял 4.7 секунды, что на 0.3 секунды быстрее, чем C32 AMG. Силовой агрегат интегрировали с 5-ступенчатой автоматической коробкой передач. Подвеску улучшили при помощи уменьшенных на 30 мм спортивных пружин, амортизаторов Sachs и толстых стабилизаторов поперечной устойчивости.
Внешне автомобиль отличается новым передним спойлером и большими 19-дюймовыми легкосплавными дисками с 235/35 ZR19 передними и 265/30 ZR19 задними шинами Michelin. На передней оси устанавливаются 355 мм перфорированные и вентилируемые тормозные диски (Brabus/Alcon) с 6-поршневыми алюминиевыми суппортами, на задней — 300 миллиметровые с 4-поршневыми алюминиевыми суппортами.
Интерьер салона получил уникальную отделку сидений и дверных панелей из кожи Brabus и откалиброванный спидометр, показывающий максимальную скорость в 300 км/ч.

## Галерея

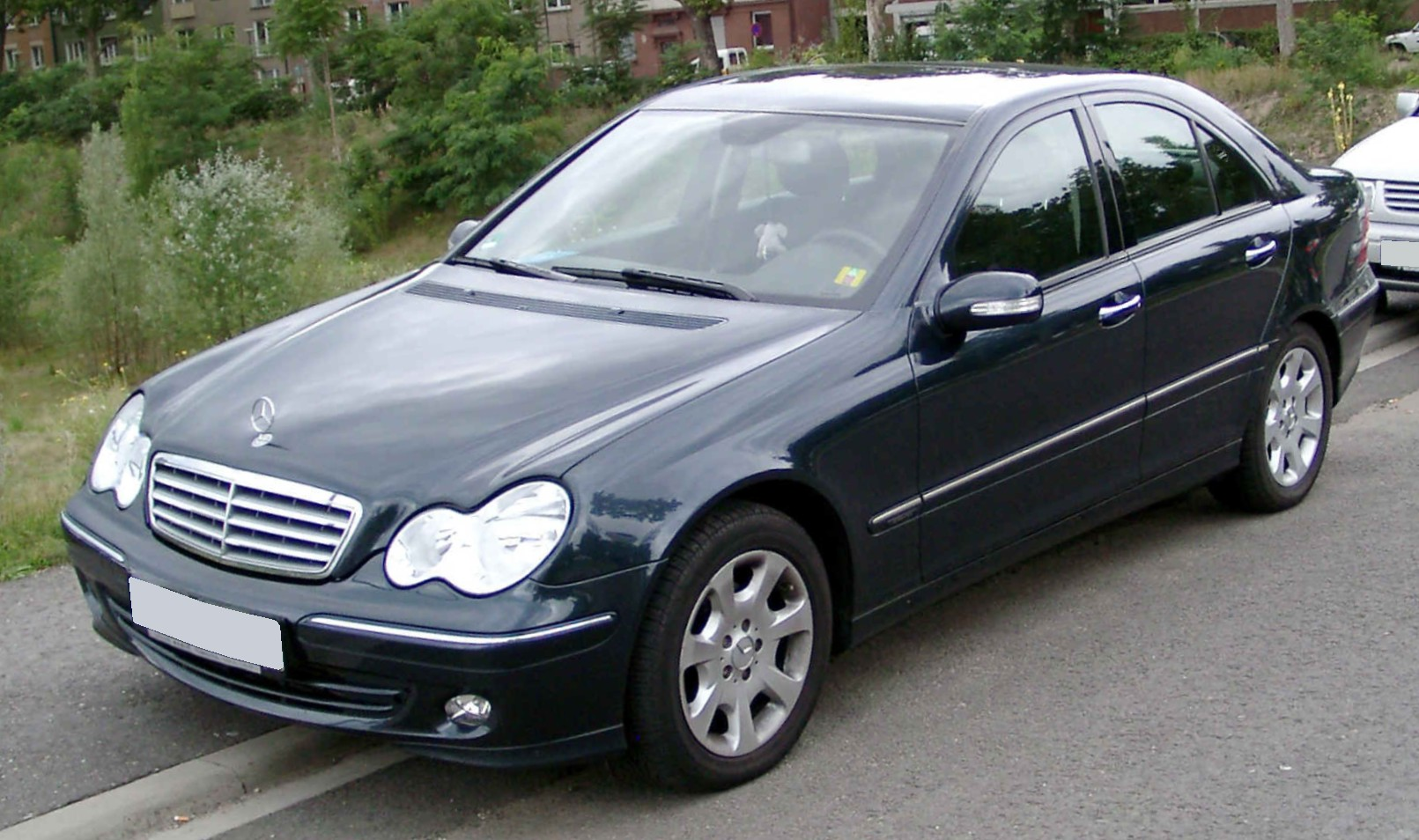
Mercedes-Benz W203 седан (2004–2007)
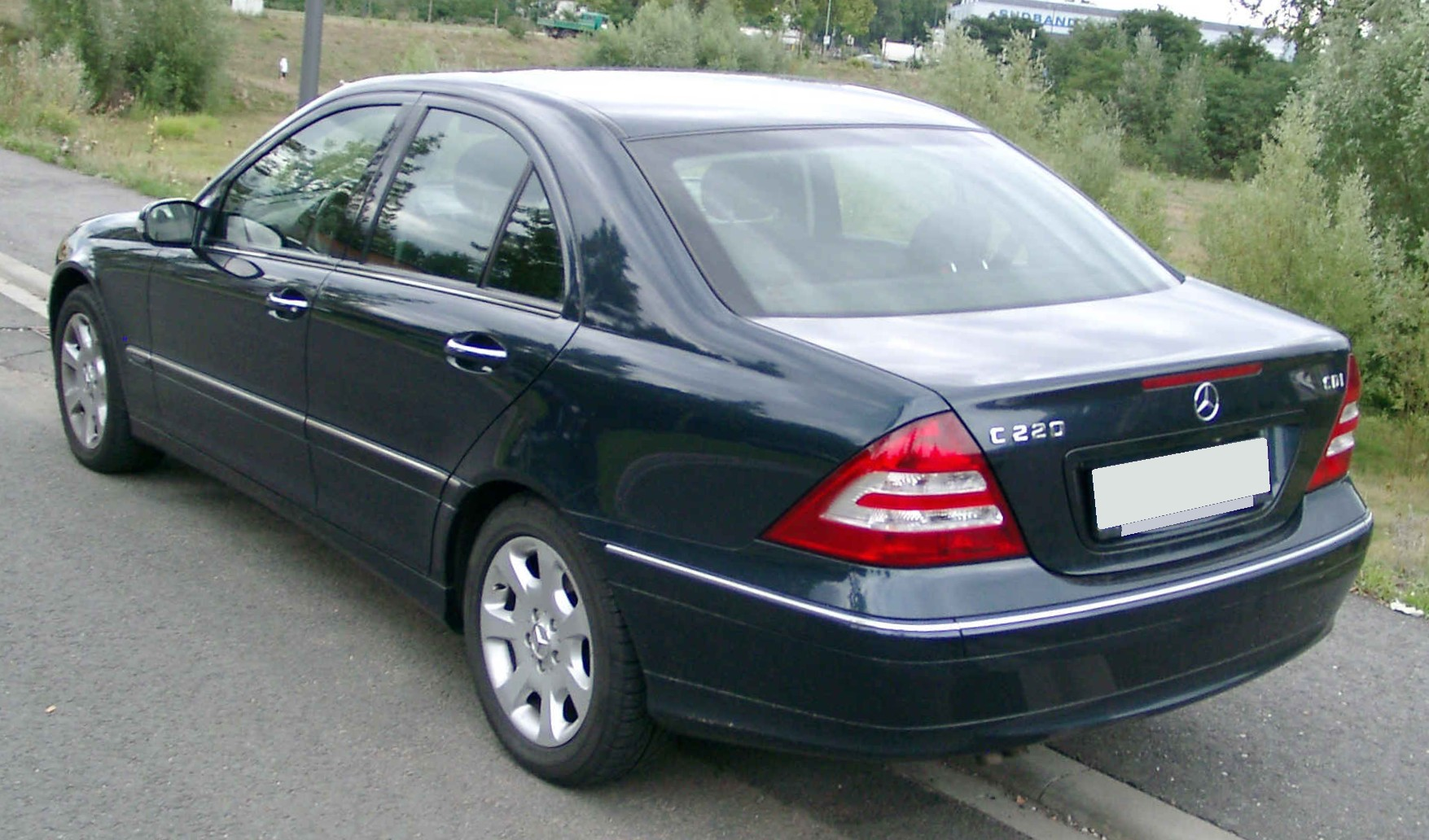
Mercedes-Benz W203 седан (2004–2007)
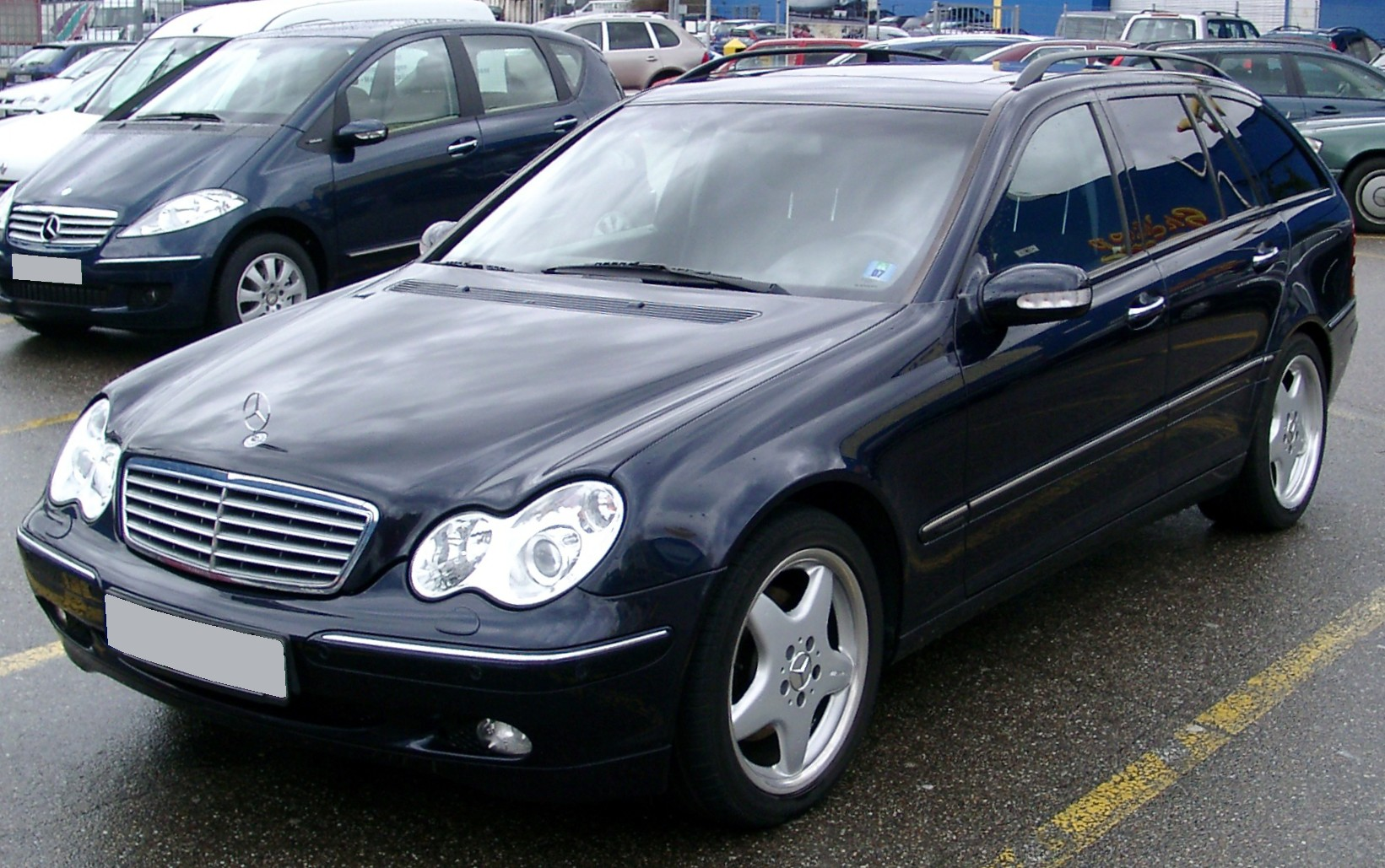
Mercedes-Benz W203 T-Modell (2001–2004)
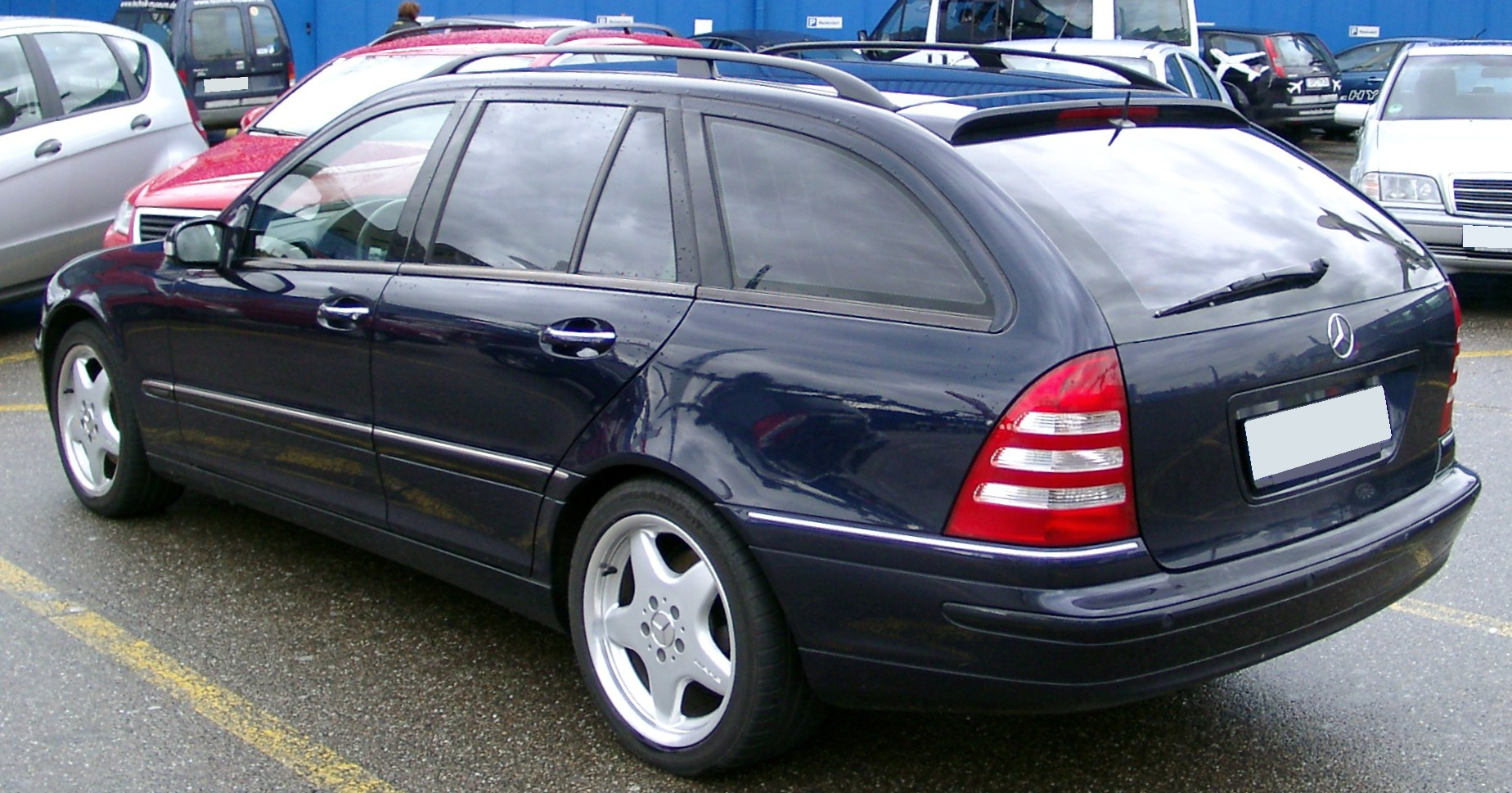
Mercedes-Benz W203 T-Modell (2001–2004)
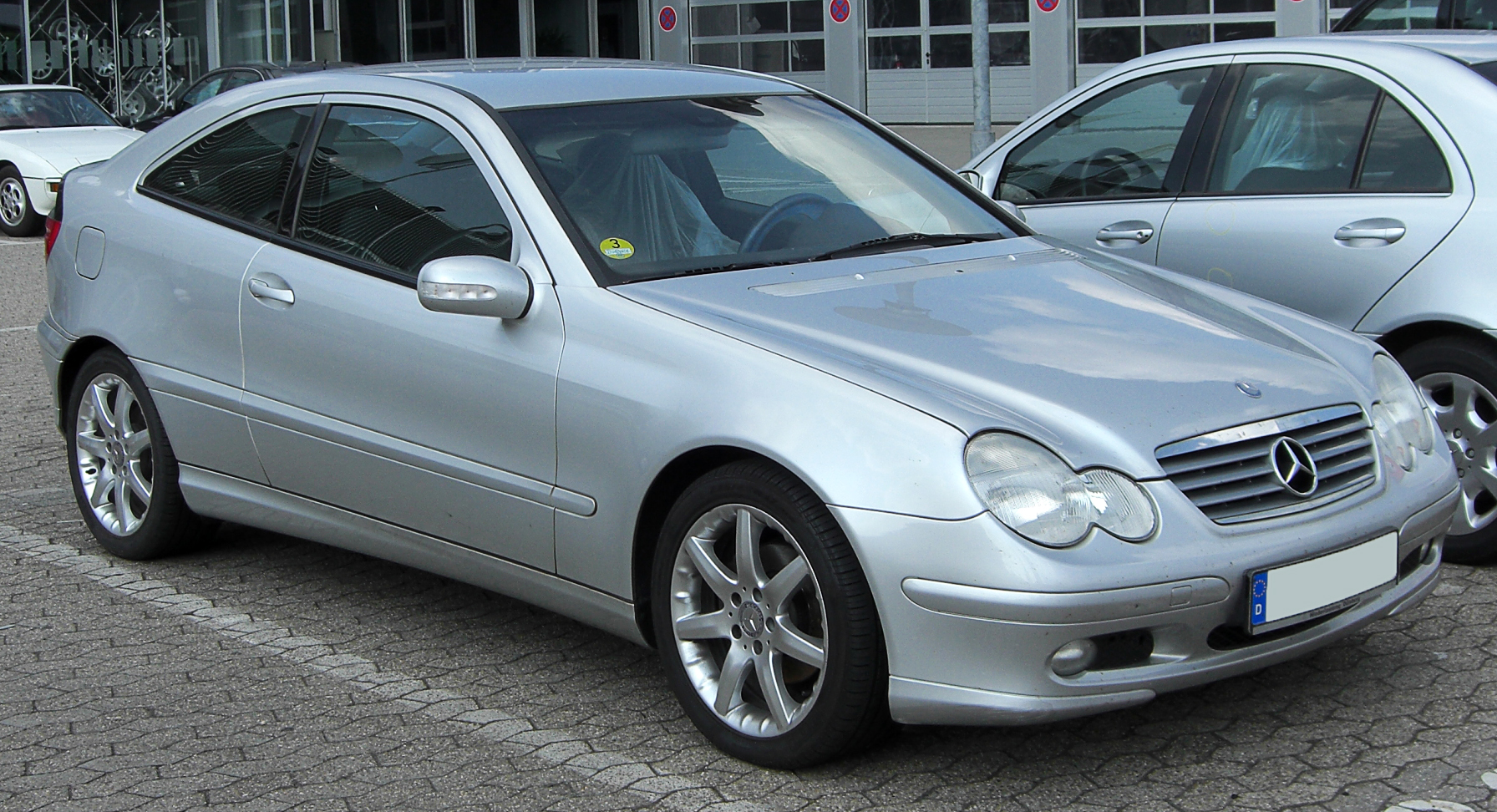
Mercedes-Benz W203 Sportcoupé (2001–2004)
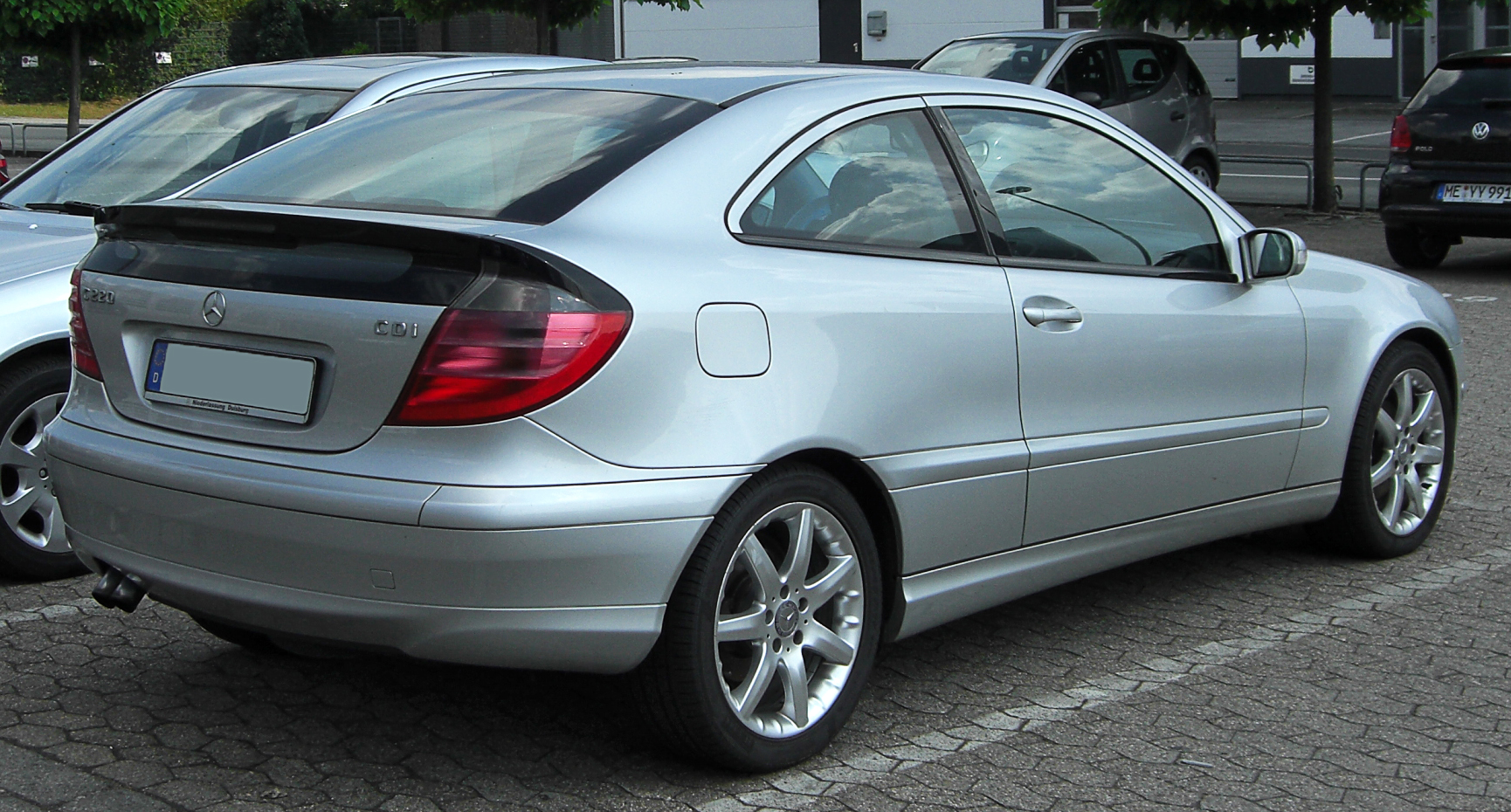
Mercedes-Benz W203 Sportcoupé (2001–2004)
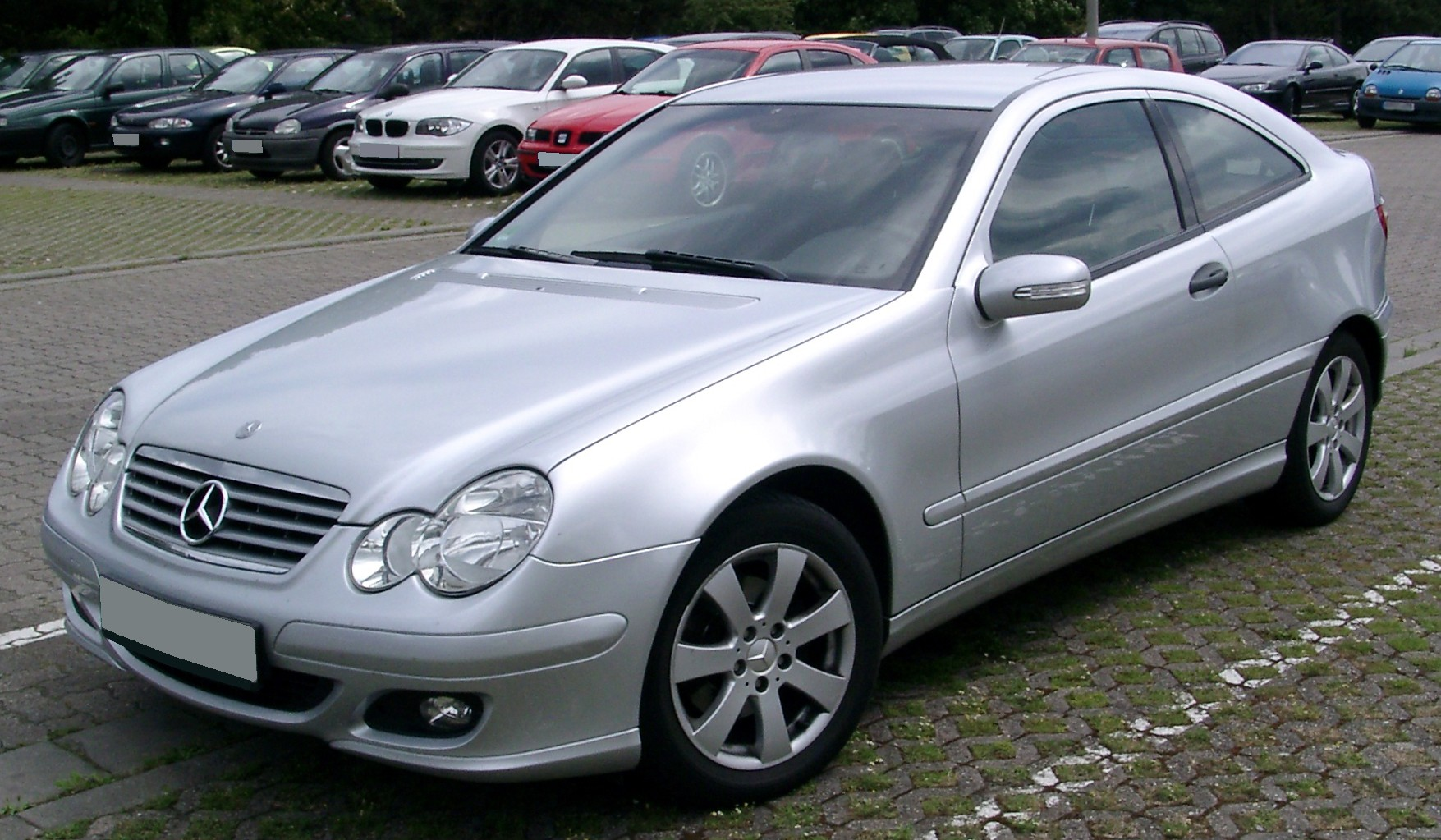
Mercedes-Benz W203 Sportcoupé (2004–2008)
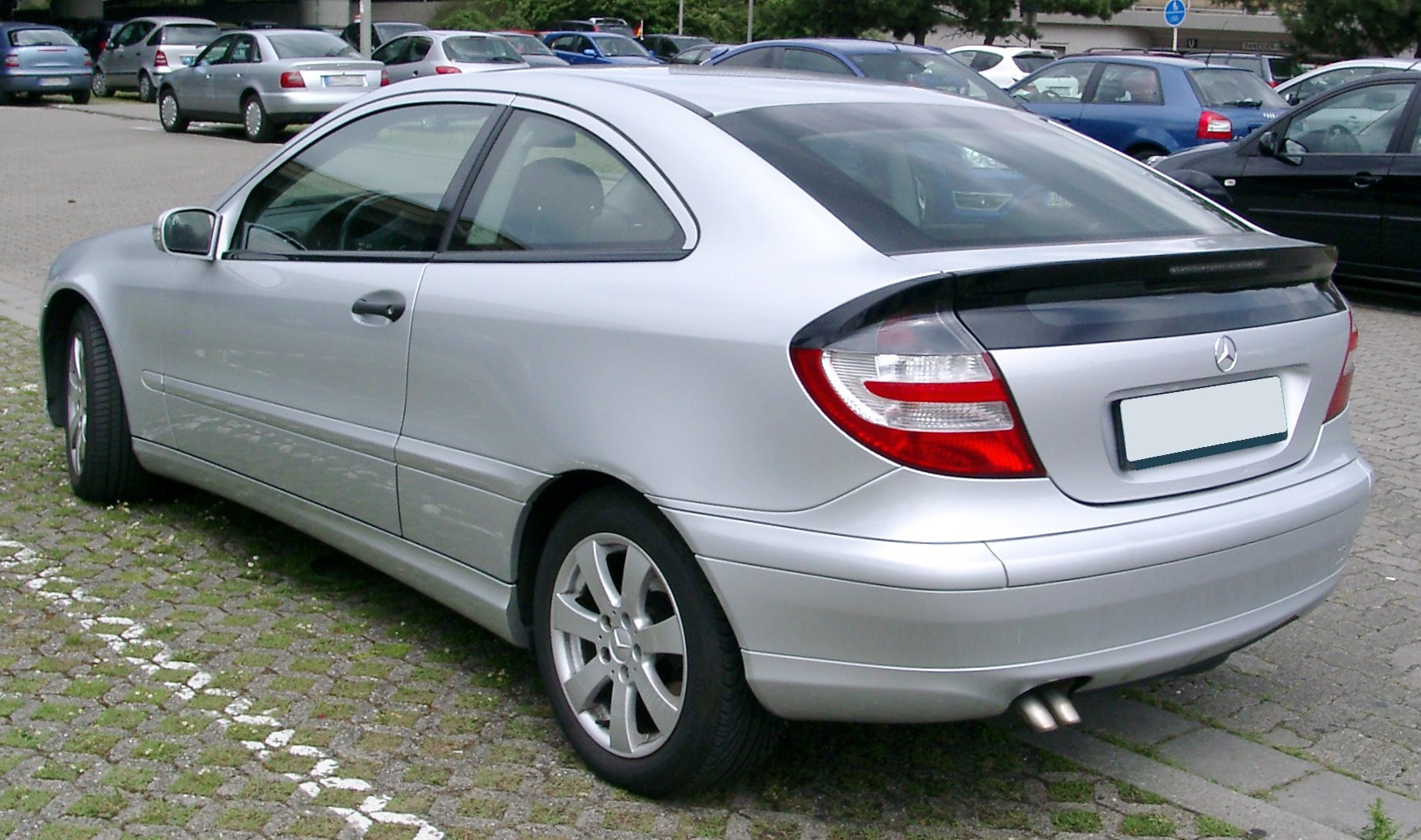
Mercedes-Benz W203 Sportcoupé (2004–2008)

### Основная
- Козлов Игорь. Созвездие W203 // За рулём. — 2007. — 1 апреля. Архивировано 14 февраля 2017 года.
- Илья Хлебушкин. Унаследовал ли Mercedes C-класса в кузове W203 легендарную надежность своих предков? // Авторевю. — 2011. — Т. 469, № 6. Архивировано 14 февраля 2017 года.
- Colin Pitt. Mercedes Benz C Class W202 W203 & W204. — C. P. PRESS, 2008. — ISBN 9781841556741.
- Colin Pitt. Mercedes-Benz C Class: Ultimate Portfolio 1993-2003. — C. P. PRESS, 2007. — 152 с. — ISBN 9781841555300.
- Colin Pitt. AMG Mercedes Benz C Class. — C. P. PRESS, 2011. — ISBN 9781841558509.

### Сервисные книги, руководства пользователя
- Pete Gill. Mercedes Benz C-Class Petrol and Diesel Service and Repair Manual: 2000 to 2007. — Haynes Publishing PLC, 2009. — Т. 4780. — 312 с. — (Haynes owners workshop manual series). — ISBN 9781844257805.
- Chilton. Mercedes Benz C Class (Chilton's Total Car Care Repair Manuals). — 1-е изд.. — Delmar Cengage Learning, 2008. — 432 с. — (Chilton's Total Car Care Repair Manuals). — ISBN 978-1563927379.